# William Beauclerk (10e duc de Saint-Albans)
Pour les articles homonymes, voir William Beauclerk (homonymie) et Beauclerk.
William Amelius Aubrey de Vere Beauclerk, 10e duc de Saint-Albans (15 avril 1840 – 10 mai 1898) est un homme politique britannique Libéral de l'Époque victorienne.
Le duc sert dans le gouvernement de William Gladstone en tant que Capitaine de la garde Yeomen entre 1868 et 1874.

## Famille
Il est le seul fils de William Beauclerk (9e duc de Saint-Albans), et Elizabeth Catherine, fille du major-général Joseph Gubbins.
Le 13 juin 1863, il est nommé Colonel Honoraire du 1er corps de volontaires du Nottinghamshire.

## Carrière politique
Il succède à son père dans le duché en 1849, âgé de neuf ans. plus tard, Il prend sa place comme libéral à la Chambre des lords et sert en tant que Capitaine de la garde Yeomen de 1868 à 1874 dans le gouvernement de William Ewart Gladstone. En 1869, il est admis au Conseil Privé mais ne revient jamais à la politique active, bien qu'il accepte la nomination de Lord Lieutenant du Nottinghamshire entre 1880 et 1898.

## Mariages et descendance
Il est marié deux fois: d'une part, avec Sibylle Mary Grey (28 novembre 1848 – le 7 septembre 1871, Londres), fille de Charles Grey (officier) et petite-fille de Charles Grey (2e comte Grey), le 20 juin 1867 à Londres. Ils ont trois enfants:
- Louise de Vere Beauclerk (12 avril 1869 – 15 décembre 1958), épouse de Gerald Loder (1er baron Wakehurst) (en).
- Charles Beauclerk (11e duc de Saint-Albans) (1870-1934)
- Sybil Evelyn de Vere Beauclerk (21 août 1871 – 20 septembre 1910), épouse le major William Lascelles, arrière-petit-fils de Henry Lascelles (2e comte de Harewood).

Après la mort prématurée de sa première femme, il épouse, Grâce Bernal-Osborne (26 juillet 1848, Newtown Anner, comté de Tipperary - 18 novembre 1926, Londres), le 3 janvier 1874 dans le Comté de Tipperary. Elle est la petite-fille de Ralph Bernal. Son père Ralph Bernal Jr, plus tard, Ralph Bernal Osborne, est secrétaire de l'Amirauté et parlementaire.
Ils ont cinq enfants :
- Osborne Beauclerk (12e duc de Saint-Albans) (1874-1964)
- Moyra de Vere Beauclerk (20 janvier 1876 – 7 février 1942), mariée à Lord Richard Cavendish, petit-fils de William Cavendish (7e duc de Devonshire). En 1897, elle est l'une des invités à La Duchesse de Devonshire, le Jubilé de Diamant de Bal costumé[6].
- Katherine de Vere Beauclerk (25 mai 1877 – 1er février 1958), mariée, d'une part à Henry Somerset, petit-fils de Henry Somerset (8e duc de Beaufort) et d'autre part, au Major-Général Sir William Lambton (officier) (en), fils de George Lambton (2e comte de Durham).
- Alexandra de Vere Beauclerk (5 juillet 1878 – 16 avril 1935), morte célibataire.
- William Huddlestone de Vere Beauclerk (16 août 1883 – 25 décembre 1954), mort célibataire.

Le duc de Saint-Albans est mort en mai 1898, à 58 ans, et est remplacé dans le duché par le seul fils de son premier mariage, Charles, qui à son tour est remplacé par son jeune demi-frère Osborne.